# Metrolinje 5 i Paris
Metrolinje 5 i Paris er en undergrundsbane på metronettet i Paris, Frankrig.